# Christoph Vorholz
Christoph Vorholz (* 11. April 1801 in Karlsruhe; † 1. Juni 1865 ebenda) war ein deutscher Bäcker und Dichter.

## Ehrungen
Am Gebäude in der Ritterstraße 26 in Karlsruhe erinnert eine Gedenktafel an ihn. Eine Straße in Karlsruhe ist ebenfalls nach ihm benannt.

## Werke
- Lyraklänge, ernste und heitere, aus dem Leben eines Handwerksmannes. Verlag C. F. Vorholz, Karlsruhe 1940.